# NGC 2493
NGC 2493 is een lensvormig sterrenstelsel in het sterrenbeeld Lynx. Het hemelobject werd op 31 december 1788 ontdekt door de Duits-Britse astronoom William Herschel.

## Synoniemen
- UGC 4150
- MCG 7-17-7
- ZWG 207.14
- PGC 22447